# Eugène Godin (sculpteur)
Pour les articles homonymes, voir Eugène Godin (bibliothécaire) et Godin.
Eugène Godin, né le 25 août 1823 à Melun et mort le 10 avril 1877 à Paris, est un sculpteur français.

## Biographie
Eugène Louis Godin naît le 25 août 1823 à Melun. Élève aux Beaux-Arts de Paris et d’Armand Toussaint, il devient sculpteur-statuaire et concourt pour les grands prix à 30 ans. Pendant quelques années, il s’installe à Rome. Il produit plusieurs œuvres d’art public, notamment en Seine-et-Marne dans les années 1850. Il décède le 10 avril 1887, à l’âge de 63 ans, dans le 9e arrondissement de Paris.

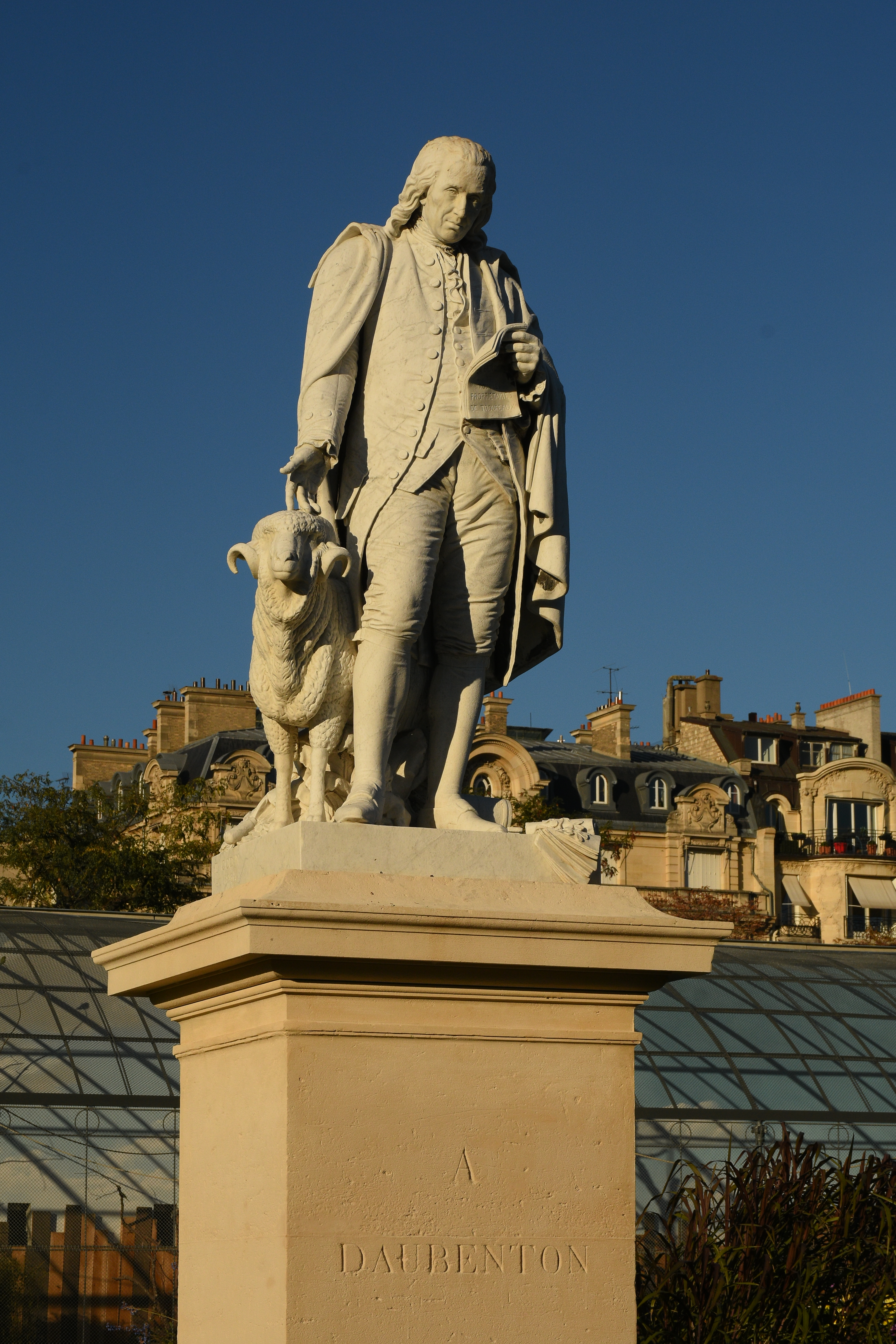
Statue de Louis Jean-Marie Daubenton au Jardin d'acclimatation, inaugurée dans les années 1860[2].